# Vera Michelena
Vera Michelena (16 de junio de 1885 – 28 de agosto de 1961) fue una actriz, contralto prima donna y bailarina estadounidense que actuó en ópera ligera, comedia musical, vodevil y cine mudo. Es recordada sobre todo por sus papeles protagonistas en los musicales The Princess Chic, Flo Flo y The Waltz Dream, por su interpretación del baile del vampiro en el musical Take It from Me y como intérprete de Ziegfeld Follies.

## Primeros años
Vera nació en Nueva York, hija de Fernando Michelena (1858–1921), destacado tenor lírico venezolano, y Frances Lenord (1867–1912), soprano de ópera y pianista. Su padre, Fernando, era hijo de padres españoles que se establecieron en Caracas, Venezuela, donde nació. Durante gran parte de su infancia, los padres de Michelena realizaron giras con la Emma Abbott Grand Opera Company. Al igual que su hermana Beatriz Michelena, famosa actriz durante la época del cine mudo, Vera recibió su educación musical de su padre. Su media-hermana, Teresa Michelena, también fue actriz, conocida como Donna Borrell. Vera Michelena fue a la escuela en un convento de San Miguel, California.
Tanto Vera como Beatriz fueron formadas por su padre en canto clásico y arte dramático, y siguieron sus pasos iniciando sus propias carreras como cantantes. A mediados de 1904, con Vera ocupada con su carrera en Nueva York, Fernando Michelena se instaló en San Francisco, California, para enseñar canto. Allí crio a Beatriz y continuó formándola, como soprano, en técnicas vocales operísticas. Transmitió a su hija su experiencia escénica: la forma de moverse como otra persona, la forma de hacer gestos sencillos pero autoritarios y la forma de crear intensidad a lo largo de una actuación. Más tarde, su padre impartió clases de música y trabajó como profesor de canto y, en el momento de su muerte, era presidente del Arrillaga Musical College, San Francisco. Maria Antonia Field, escritora californiana, relataría más tarde su época como alumna del padre de Michelena en su libro Five Years of Vocal Study under Fernando Michelena.

## Teatro

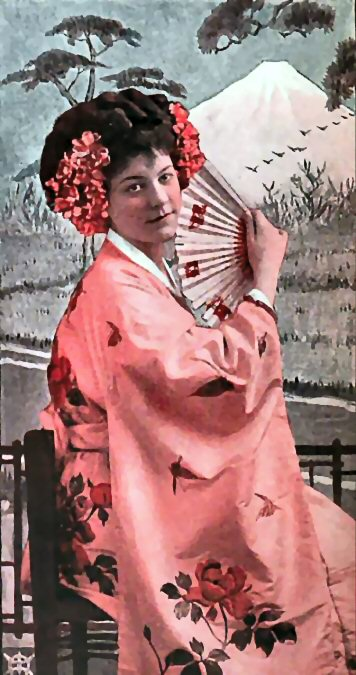
Vera Michelena en Funabashi, 1908

Michelena debutó profesionalmente en el teatro en el otoño de 1902 interpretando un papel secundario en una gira nacional de la ópera cómica de Kirke La Shelle, The Princess Chic. El 19 de enero de 1903, en el Columbia Theatre de San Francisco, asumió el papel principal, The Princess Chic of Normandy, y continuó en este papel durante el resto de la temporada y durante toda la siguiente. Durante la temporada 1904-05, Michelena interpretó el papel de Zaidee en la comedia musical de Harry B. Smith, The Jewel of Asia. En la temporada siguiente participó en dos producciones de carretera: The School Girl, una comedia musical eduardiana de Henry Hamilton, Paul Meredith Potter y Charles H. Taylor en la que interpretó a Lillian Leigh, y The Yankee Consul, una comedia musical de Alfred George Robyn y Henry Blossom en la que interpretó el papel de Bonita.
Michelena debutó en Nueva York en agosto de 1906 en el Majestic Theatre, interpretando a la princesa Cholulu en la comedia musical de R.H. Burnside y Gustave Kerker The Tourist. En su momento, la popular interpretación de Michelena de la canción de la obra "They Lived to Be Loved in Vain" mereció una mención especial por parte de un crítico del New York Times. A principios de 1907 actuó en Boston y Filadelfia como Ariella en The Snow Man, una comedia musical de Reginald De Koven y Hugh Stanislaus Stange que tuvo poco éxito cuando se estrenó en Broadway en noviembre de 1907 con el título The Girls of Holland.
El 13 de enero de 1908, Michelena estrenó en el Casino Theatre Funabashi, una comedia musical de Irvin S. Cobb y Safford Water inspirada en un reciente viaje a Asia del entonces Secretario de Guerra estadounidense William H. Taft. Poco después de que Funabashi cerrara a principios de febrero tras 32 representaciones, Michelena sustituyó a Magda Dahl como la princesa Helena en la opereta The Waltz Dream. Adaptada para la escena inglesa por Joseph W. Herbert a partir de la producción vienesa original de Felix Dörmann y Leopold Jacobson, The Waltz Dream se representó en el antiguo Broadway Theatre de West 41st Street y cerró el 2 de mayo de 1908, tras 111 representaciones.

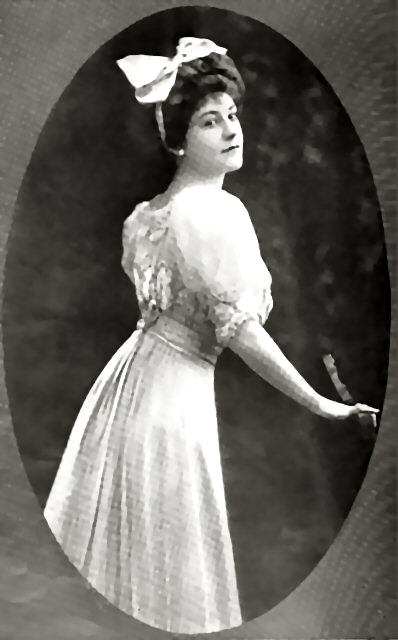
Vera Michelena, a quien se asignó el papel de princesa en A Waltz Dream poco después del estreno en Nueva York, Munsey Magazine, abril de 1908

El 11 de junio de 1908, Michelena zarpó hacia Inglaterra a bordo del SS Blücher para actuar en el Palace Theatre de Londres y posteriormente viajar a Francia. Regresó a principios de septiembre, después de soportar una travesía del Atlántico plagada de tormentas a bordo del transatlántico New York, para prepararse para una gira de otoño con la comedia musical de Harry B. Smith y Maurice Lévy, The Soul Kiss. En la primavera de 1910, Michelena actuó en el teatro LaSalle de Chicago, batiendo récords de audiencia, en la farsa musical de Mortimer Henry Singer The Flirting Princess. En la obra, interpretó por primera vez The Vampire Dance con el bailarín Joseph Smith, cuya coreografía se inspiraba en las obras de Philip Burne-Jones y Rudyard Kipling.
El 4 de septiembre de 1910, actuó en el Grand Theatre de Chicago en la comedia musical de George Broadhurst The Girl and the Drummer. Al mes siguiente, en el Globe Theatre de Nueva York, compartió cartel con Sallie Fisher y Frank Daniels en The Girl on the Train, una comedia musical de Harry B. Smith a partir de un original de Viktor Léon y Leo Fall. Michelena permaneció en el musical hasta que terminó su representación en el Colonial Theatre de Boston a finales de abril de 1911. El 2 de noviembre de 1911, Michelena protagonizó Alma, Where Do You Live? la primera producción que se representó en el recién remodelado Bucklen Theatre de Elkhart, Indiana. Alma, Where Do You Live?, de George V. Hobart y Jean Briquet, había sido uno de los musicales más populares de Broadway durante la temporada 1910-11. Michelena permaneció en Alma hasta la primavera de 1912, y luego realizó una gira con el popular espectáculo de vodevil de Lew Fields Hanky Panky.
Michelena fue una de las principales intérpretes de Ziegfeld Follies of 1914 durante la temporada de junio a septiembre de la revista musical en el Teatro New Amsterdam, Nueva York. Interpretó el papel principal en la exitosa comedia musical de Fred de Gresac y Silvio Hein de 1917-18, Flo-Flo, durante una temporada de seis meses en el Teatro Cort de Broadway. En la primavera de 1919, actuó en el 44th Street Theatre durante casi 100 representaciones de Take It from Me, una comedia musical de Will R. Anderson y Will B. Johnstone. En la obra interpretaba a Queenie LaBelle, una vampiresa de cine que en una popular escena baila "The Vampire Dance" con Vernon "Soup" Van Dyke (Fred Hildebrand). Ese mismo noviembre, en el Shubert Theatre de Boston, comenzó una temporada de ocho semanas en el papel principal de Betty Be Good, una comedia musical de Harry B. Smith y Hugo Riesenfeld.  La última aparición importante de Michelena en Broadway fue como actriz principal en Ziegfeld Follies of 1921.
Michelena comenzó la temporada de otoño de 1922 actuando junto a Fred Hillebrand en una revista musical de vodevil titulada Hello Miss Radio y en 1924 salieron de gira juntos en un sketch de vodevil titulado All for Vera. En 1927, los dos compartieron protagonismo en Listen Dearie, una comedia musical de Harold Atteridge y Gertrude Purcell.

## Cine

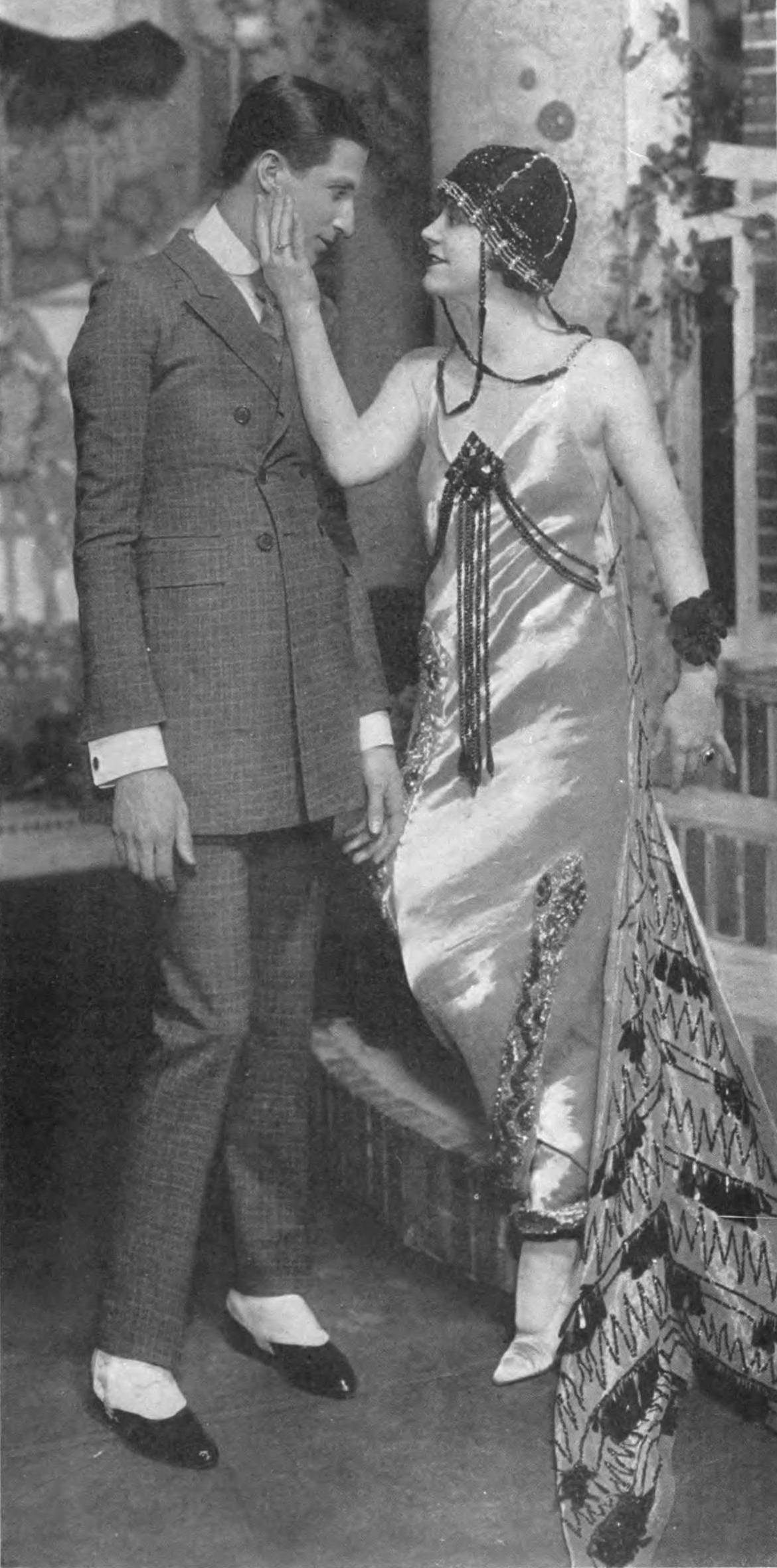
Vera Michelena con Fred Hillebrand en Take It from Me, c. 1919

Protagonizó al menos dos películas mudas, ambas junto a su entonces marido Harry Spingler. Michelena interpretó a Helen Warner en Driftwood, un drama familiar producido en marzo de 1916 por la Ocean Film Corporation. La película fue una adaptación de la obra de teatro de 1911 de Owen Davis por Anthony Paul Kelly y dirigida por Marshall Farnum, hermano de Dustin Farnum. Michelena apareció después en The Devil's Playground, un drama social producido por Monmouth Films en 1917. The Devil's Playground fue dirigida por Harry McRae Webster, que también compartió los créditos del guion con Dallas Tyler.

## Vida personal
Michelena se casó por primera vez con Paul Schindler, compositor y director de orquesta que compuso música para espectáculos como Tiger Lilly, The Geezer of Geck, The Wizard of Oz y The Isle of Spice. Michelena se divorció de Schindler el 16 de mayo de 1917 por presuntos delitos contra la ley. El 30 de abril de 1918 se casó con el actor de teatro y cine Harry Spingler en una ceremonia celebrada en Queens, Nueva York. Esta relación terminó después de que Michelena demandara el divorcio en Los Ángeles en febrero de 1921 por abandono. El 12 de agosto de 1922, en Manhattan, Michelena se casó con Fred Hillebrand, su hombre de referencia durante gran parte de su carrera. Permanecieron juntos hasta la muerte de Michelena en 1961 en su residencia de Queens.